# 摩根大通企业竞跑赛
摩根大通企业竞跑赛（JPMorgan Corporate Challenge）是由摩根大通組織舉辦的年度公路跑步公司竞技赛事。該賽事全長5.63公里。参赛队伍來自各個公司以及其他机构和组织。該賽事於1977年首度举办，當時的辦賽地點位於纽约市。2011年，該賽事首度於上海舉辦。